# Mysis stenolepis
Mysis stenolepis är en kräftdjursart som beskrevs av Sidney Irving Smith 1873. Mysis stenolepis ingår i släktet Mysis och familjen Mysidae. Inga underarter finns listade i Catalogue of Life.